# SegImp
SegImp es el nombre corto que recibe el cuerpo de Seguridad Imperial en la serie de Miles Vorkosigan de Lois McMaster Bujold. En general se sobreentiende que se refiere a Seguridad Imperial Barrayaresa, sin embargo a lo largo de las novelas el mismo término se usa para designar la misma organización en otros planetas (por ejemplo, SegImp Cetagandana). Si no se hace una diferenciación expresa, hablamos en términos generales de todas ellas.
Se trata de una organización dentro del Servicio Imperial que tiene como principal misión velar por la seguridad del emperador y el imperio. Para ello se vale de un departamento de Analistas, que procesan e interpretan la información suministrada por los agentes de SegImp, y un departamento de Operaciones Encubiertas, quienes se ocupan de llevar a cabo las misiones secretas. En caso de ser necesario, pueden confiscar y hacer uso de cualquier medio, ya que son el último recurso del Emperador.
Uno de los agentes más activos de Operaciones Encubiertas es el propio Miles Vorkosigan en su papel de Almirante Naismith, dirigiendo la Flota de Mercenarios Libres Dendarii.

## Jefes conocidos de SegImp Barrayaresa
- Capitán Negri - (???? - Fallecimiento durante el Alzamiento del Pretendiente Vordarian)
- Simón Illyan - (Alzamiento del Pretendiente Vordarian - Recuerdos)
- General Haroche - (Temporalmente, durante Recuerdos)
- General Allegre - (Recuerdos - ???)

## Jefes conocidos de SegImp Cetagandana
- Dag Benin - (Cetaganda - ???)

## Base real de SegImp
El funcionamiento de SegImp puede asimilarse al de multitud de organizaciones del mundo real. En primer lugar funciona como un servicio de inteligencia, como la CIA en EE. UU. o el CNI en España. En cierto modo también actúa como policía secreta.
- Datos: Q5848013